# IBU-Junior-Cup 2022/23
Der IBU-Junior-Cup 2022/23 wurde zwischen dem 5. Dezember 2022 und dem 12. März 2023 ausgetragen. Es handelte sich um die siebte Austragung der höchsten, von der IBU organisierten, Rennserie für Juniorinnen und Junioren im Biathlon.
Höhepunkt der Saison waren die Biathlon-Juniorenweltmeisterschaften 2023 im kasachischen Schtschutschinsk. Diese Wettkämpfe flossen auch in die Wertung des IBU-Junior-Cups mit ein.
Vier der fünf Austragungsorte waren bereits für die abgesagte Junior-Cup-Saison 2020/21 als Austragungsorte vorgesehen. Haanja, Madona und Schtschutschinsk richteten erstmals eine internationale Biathlon-Veranstaltung aus.
Gesamtsieger des IBU-Juniorcups war bei den Damen die Österreicherin Anna Andexer und bei den Herren der Italiener Nicolò Betemps. Deutschland entschied sowohl beide Nationenwertungen als auch die Staffelwertung für sich.

## Wettkampfkalender
| Datum                           | Ort              | Wettkämpfe                                                      |
| ------------------------------- | ---------------- | --------------------------------------------------------------- |
| 5.–11. Dezember 2022            | Martell          | Sprint, Supersprint, Massenstart 60                             |
| 12.–17. Dezember 2022           | Obertilliach     | Einzel, Mixed-Staffel, Single-Mixed-Staffel, Sprint             |
| 6.–11. Februar 2023             | Haanja           | Sprint, Sprint, Staffel                                         |
| 13.–19. Februar 2023 (JEM 2023) | Madona           | Einzel, Mixed-Staffel, Single-Mixed-Staffel, Sprint, Verfolgung |
| 1.–12. März 2023 (JWM 2023)     | Schtschutschinsk | Mixed-Staffel, Einzel, Staffel, Sprint, Verfolgung              |

## Juniorinnen
| 1. IBU-Junior-Cup in Martell, 5.–11. Dezember 2022 | 1. IBU-Junior-Cup in Martell, 5.–11. Dezember 2022 | 1. IBU-Junior-Cup in Martell, 5.–11. Dezember 2022 | 1. IBU-Junior-Cup in Martell, 5.–11. Dezember 2022 | 1. IBU-Junior-Cup in Martell, 5.–11. Dezember 2022 |
| -------------------------------------------------- | -------------------------------------------------- | -------------------------------------------------- | -------------------------------------------------- | -------------------------------------------------- |
| Datum                                              | Disziplin                                          | Erster Platz                                       | Zweiter Platz                                      | Dritter Platz                                      |
| 8. Dezember 2022 (Do.)                             | Sprint (7,5 km)                                    | Sara Scattolo                                      | Maya Cloetens                                      | Marlene Fichtner                                   |
| 10. Dezember 2022 (Sa.)                            | Supersprint (7,5 km)                               | Johanna Puff                                       | Maya Cloetens                                      | Sara Scattolo                                      |
| 11. Dezember 2022 (So.)                            | Massenstart 60 (9 km)                              | Anna Andexer                                       | Johanna Puff                                       | Kaja Zorč                                          |

| 2. IBU-Junior-Cup in Obertilliach, 12.–17. Dezember 2022 | 2. IBU-Junior-Cup in Obertilliach, 12.–17. Dezember 2022 | 2. IBU-Junior-Cup in Obertilliach, 12.–17. Dezember 2022 | 2. IBU-Junior-Cup in Obertilliach, 12.–17. Dezember 2022 | 2. IBU-Junior-Cup in Obertilliach, 12.–17. Dezember 2022 |
| -------------------------------------------------------- | -------------------------------------------------------- | -------------------------------------------------------- | -------------------------------------------------------- | -------------------------------------------------------- |
| Datum                                                    | Disziplin                                                | Erster Platz                                             | Zweiter Platz                                            | Dritter Platz                                            |
| 14. Dezember 2022 (Mi.)                                  | Einzel (12,5 km)                                         | Océane Michelon                                          | Maya Cloetens                                            | Kateřina Pavlů                                           |
| 17. Dezember 2022 (Sa.)                                  | Sprint (7,5 km)                                          | Anaëlle Bondoux                                          | Anna Andexer                                             | Maya Cloetens                                            |

| 3. IBU-Junior-Cup in Haanja, 6.–11. Februar 2023 | 3. IBU-Junior-Cup in Haanja, 6.–11. Februar 2023 | 3. IBU-Junior-Cup in Haanja, 6.–11. Februar 2023                       | 3. IBU-Junior-Cup in Haanja, 6.–11. Februar 2023                       | 3. IBU-Junior-Cup in Haanja, 6.–11. Februar 2023                           |
| ------------------------------------------------ | ------------------------------------------------ | ---------------------------------------------------------------------- | ---------------------------------------------------------------------- | -------------------------------------------------------------------------- |
| Datum                                            | Disziplin                                        | Erster Platz                                                           | Zweiter Platz                                                          | Dritter Platz                                                              |
| 8. Februar 2023 (Mi.)                            | Sprint (7,5 km)                                  | Johanna Puff                                                           | Léonie Jeannier                                                        | Anna Andexer                                                               |
| 10. Februar 2023 (Fr.)                           | Sprint (7,5 km)                                  | Sara Scattolo                                                          | Léonie Jeannier                                                        | Ema Kapustová                                                              |
| 11. Februar 2023 (Sa.)                           | Staffel (4 × 6 km)                               | DeutschlandSelina Kastl Marlene Fichtner Magdalena Rieger Johanna Puff | FrankreichCamille Coupé Océane Michelon Jeanne Richard Léonie Jeannier | UkraineOlena Horodna Oleksandra Merkuschyna Julija Horodna Daryna Tschalyk |

| 7. Offene Junioreneuropameisterschaften in Madona, 13.–19. Februar 2023 | 7. Offene Junioreneuropameisterschaften in Madona, 13.–19. Februar 2023 | 7. Offene Junioreneuropameisterschaften in Madona, 13.–19. Februar 2023 | 7. Offene Junioreneuropameisterschaften in Madona, 13.–19. Februar 2023 | 7. Offene Junioreneuropameisterschaften in Madona, 13.–19. Februar 2023 |
| ----------------------------------------------------------------------- | ----------------------------------------------------------------------- | ----------------------------------------------------------------------- | ----------------------------------------------------------------------- | ----------------------------------------------------------------------- |
| Datum                                                                   | Disziplin                                                               | Erster Platz                                                            | Zweiter Platz                                                           | Dritter Platz                                                           |
| 15. Februar 2023 (Mi.)                                                  | Einzel (12,5 km)                                                        | Lea Rothschopf                                                          | Léonie Jeannier                                                         | Camille Coupé                                                           |
| 18. Februar 2023 (Sa.)                                                  | Sprint (7,5 km)                                                         | Lara Wagner                                                             | Chloé Bened                                                             | Anaëlle Bondoux Lora Christowa                                          |
| 19. Februar 2023 (So.)                                                  | Verfolgung (10 km)                                                      | Anaëlle Bondoux                                                         | Lora Christowa                                                          | Marlene Fichtner                                                        |

| Biathlon-Juniorenweltmeisterschaften 2023 in Schtschutschinsk, 1.–12. März 2023 | Biathlon-Juniorenweltmeisterschaften 2023 in Schtschutschinsk, 1.–12. März 2023 | Biathlon-Juniorenweltmeisterschaften 2023 in Schtschutschinsk, 1.–12. März 2023 | Biathlon-Juniorenweltmeisterschaften 2023 in Schtschutschinsk, 1.–12. März 2023 | Biathlon-Juniorenweltmeisterschaften 2023 in Schtschutschinsk, 1.–12. März 2023 |
| ------------------------------------------------------------------------------- | ------------------------------------------------------------------------------- | ------------------------------------------------------------------------------- | ------------------------------------------------------------------------------- | ------------------------------------------------------------------------------- |
| Datum                                                                           | Disziplin                                                                       | Erster Platz                                                                    | Zweiter Platz                                                                   | Dritter Platz                                                                   |
| 6. März 2023 (Mo.)                                                              | Einzel (12,5 km)                                                                | Kaja Zorč                                                                       | Jeanne Richard                                                                  | Léonie Jeannier                                                                 |
| 8. März 2023 (Mi.)                                                              | Staffel (4 × 6 km)                                                              | DeutschlandSelina Kastl Johanna Puff Marlene Fichtner Selina Grotian            | FrankreichFany Bertrand Camille Coupé Jeanne Richard Léonie Jeannier            | NorwegenLinnea Winsvold Maren Bakken Siri Skar Tuva Aas Stræte                  |
| 11. März 2023 (Sa.)                                                             | Sprint (7,5 km)                                                                 | Selina Grotian                                                                  | Jeanne Richard                                                                  | Sara Andersson                                                                  |
| 12. März 2023 (So.)                                                             | Verfolgung (10 km)                                                              | Selina Grotian                                                                  | Jeanne Richard                                                                  | Tuva Aas Stræte                                                                 |

## Junioren
| 1. IBU-Junior-Cup in Martell, 5.–11. Dezember 2022 | 1. IBU-Junior-Cup in Martell, 5.–11. Dezember 2022 | 1. IBU-Junior-Cup in Martell, 5.–11. Dezember 2022 | 1. IBU-Junior-Cup in Martell, 5.–11. Dezember 2022 | 1. IBU-Junior-Cup in Martell, 5.–11. Dezember 2022 |
| -------------------------------------------------- | -------------------------------------------------- | -------------------------------------------------- | -------------------------------------------------- | -------------------------------------------------- |
| Datum                                              | Disziplin                                          | Erster Platz                                       | Zweiter Platz                                      | Dritter Platz                                      |
| 8. Dezember 2022 (Do.)                             | Sprint (10 km)                                     | Konrad Badacz                                      | Lukas Haslinger                                    | Elia Zeni                                          |
| 10. Dezember 2022 (Sa.)                            | Supersprint (7,5 km)                               | Elia Zeni                                          | Nicolò Betemps                                     | Matija Legović                                     |
| 11. Dezember 2022 (So.)                            | Massenstart 60 (12 km)                             | Konrad Badacz                                      | Hans Köllner                                       | Elia Zeni                                          |

| 2. IBU-Junior-Cup in Obertilliach, 12.–17. Dezember 2022 | 2. IBU-Junior-Cup in Obertilliach, 12.–17. Dezember 2022 | 2. IBU-Junior-Cup in Obertilliach, 12.–17. Dezember 2022 | 2. IBU-Junior-Cup in Obertilliach, 12.–17. Dezember 2022 | 2. IBU-Junior-Cup in Obertilliach, 12.–17. Dezember 2022 |
| -------------------------------------------------------- | -------------------------------------------------------- | -------------------------------------------------------- | -------------------------------------------------------- | -------------------------------------------------------- |
| Datum                                                    | Disziplin                                                | Erster Platz                                             | Zweiter Platz                                            | Dritter Platz                                            |
| 14. Dezember 2022 (Mi.)                                  | Einzel (15 km)                                           | Jakob Kulbin                                             | Wadim Kurales                                            | Hans Köllner                                             |
| 17. Dezember 2022 (Sa.)                                  | Sprint (10 km)                                           | Nicolò Betemps                                           | Lovro Planko                                             | Jacques Jefferies                                        |

| 3. IBU-Junior-Cup in Haanja, 6.–11. Februar 2023 | 3. IBU-Junior-Cup in Haanja, 6.–11. Februar 2023 | 3. IBU-Junior-Cup in Haanja, 6.–11. Februar 2023                  | 3. IBU-Junior-Cup in Haanja, 6.–11. Februar 2023                      | 3. IBU-Junior-Cup in Haanja, 6.–11. Februar 2023                           |
| ------------------------------------------------ | ------------------------------------------------ | ----------------------------------------------------------------- | --------------------------------------------------------------------- | -------------------------------------------------------------------------- |
| Datum                                            | Disziplin                                        | Erster Platz                                                      | Zweiter Platz                                                         | Dritter Platz                                                              |
| 8. Februar 2023 (Mi.)                            | Sprint (10 km)                                   | Théo Guiraud-Poillot                                              | Benjamin Menz                                                         | Oliver Lienbacher                                                          |
| 10. Februar 2023 (Fr.)                           | Sprint (10 km)                                   | Benjamin Menz                                                     | Christoph Pircher                                                     | Maximilian Prosser                                                         |
| 11. Februar 2023 (Sa.)                           | Staffel (4 × 7,5 km)                             | DeutschlandFranz Schaser Fabian Kaskel Benjamin Menz Hans Köllner | UkraineStepan Kinasch Bohdan Borkowskyj Serhij Suprun Witalij Mandsyn | FrankreichLou Thiévent Théo Guiraud-Poillot Damien Levet Jacques Jefferies |

| 7. Offene Junioreneuropameisterschaften in Madona, 13.–19. Februar 2023 | 7. Offene Junioreneuropameisterschaften in Madona, 13.–19. Februar 2023 | 7. Offene Junioreneuropameisterschaften in Madona, 13.–19. Februar 2023 | 7. Offene Junioreneuropameisterschaften in Madona, 13.–19. Februar 2023 | 7. Offene Junioreneuropameisterschaften in Madona, 13.–19. Februar 2023 |
| ----------------------------------------------------------------------- | ----------------------------------------------------------------------- | ----------------------------------------------------------------------- | ----------------------------------------------------------------------- | ----------------------------------------------------------------------- |
| Datum                                                                   | Disziplin                                                               | Erster Platz                                                            | Zweiter Platz                                                           | Dritter Platz                                                           |
| 15. Februar 2023 (Mi.)                                                  | Einzel (15 km)                                                          | Hans Köllner                                                            | Blagoj Todew                                                            | Fabio Piller Cottrer                                                    |
| 18. Februar 2023 (Sa.)                                                  | Sprint (10 km)                                                          | Nicolò Betemps                                                          | Petr Hák                                                                | Konrad Badacz                                                           |
| 19. Februar 2023 (So.)                                                  | Verfolgung (12,5 km)                                                    | Nicolò Betemps                                                          | Jacques Jefferies                                                       | Christoph Pircher                                                       |

| Biathlon-Juniorenweltmeisterschaften 2023 in Schtschutschinsk, 1.–12. März 2023 | Biathlon-Juniorenweltmeisterschaften 2023 in Schtschutschinsk, 1.–12. März 2023 | Biathlon-Juniorenweltmeisterschaften 2023 in Schtschutschinsk, 1.–12. März 2023 | Biathlon-Juniorenweltmeisterschaften 2023 in Schtschutschinsk, 1.–12. März 2023 | Biathlon-Juniorenweltmeisterschaften 2023 in Schtschutschinsk, 1.–12. März 2023 |
| ------------------------------------------------------------------------------- | ------------------------------------------------------------------------------- | ------------------------------------------------------------------------------- | ------------------------------------------------------------------------------- | ------------------------------------------------------------------------------- |
| Datum                                                                           | Disziplin                                                                       | Erster Platz                                                                    | Zweiter Platz                                                                   | Dritter Platz                                                                   |
| 6. März 2023 (Mo.)                                                              | Einzel (15 km)                                                                  | Benjamin Menz                                                                   | Einar Hedegart                                                                  | Isak Frey                                                                       |
| 8. März 2023 (Mi.)                                                              | Staffel (4 × 7,5 km)                                                            | NorwegenTrym Gerhardsen Einar Hedegart Martin Nevland Isak Frey                 | DeutschlandFranz Schaser Fabian Kaskel Benjamin Menz Hans Köllner               | ItalienChristoph Pircher Fabio Piller Cottrer Nicolò Betemps Marco Barale       |
| 11. März 2023 (Sa.)                                                             | Sprint (10 km)                                                                  | Campbell Wright                                                                 | Jan Guńka                                                                       | Maxime Germain                                                                  |
| 12. März 2023 (So.)                                                             | Verfolgung (12,5 km)                                                            | Martin Nevland                                                                  | Einar Hedegart                                                                  | Trym Gerhardsen                                                                 |

## Mixed
| 2. IBU-Junior-Cup in Obertilliach, 12.–17. Dezember 2022 | 2. IBU-Junior-Cup in Obertilliach, 12.–17. Dezember 2022 | 2. IBU-Junior-Cup in Obertilliach, 12.–17. Dezember 2022                   | 2. IBU-Junior-Cup in Obertilliach, 12.–17. Dezember 2022                | 2. IBU-Junior-Cup in Obertilliach, 12.–17. Dezember 2022               |
| -------------------------------------------------------- | -------------------------------------------------------- | -------------------------------------------------------------------------- | ----------------------------------------------------------------------- | ---------------------------------------------------------------------- |
| Datum                                                    | Disziplin                                                | Erster Platz                                                               | Zweiter Platz                                                           | Dritter Platz                                                          |
| 16. Dezember 2022 (Fr.)                                  | Mixed-Staffel (W-M) (4 × 6 km)                           | DeutschlandMarlene Fichtner Magdalena Rieger Albert Engelmann Hans Köllner | ItalienAstrid Plosch Linda Zingerle Fabio Piller Cottrer Nicolò Betemps | FrankreichCamille Coupé Chloé Bened Valentin Lejeune Jacques Jefferies |
| 16. Dezember 2022 (Fr.)                                  | Single-Mixed-Staffel (W-M) (6 km + 7,5 km)               | SlowakeiEma Kapustová Damián Cesnek                                        | ÖsterreichAnna Andexer Lukas Haslinger                                  | SchweizChiara Arnet Mathis Profit                                      |

| 7. Offene Junioreneuropameisterschaften in Madona, 13.–19. Februar 2023 | 7. Offene Junioreneuropameisterschaften in Madona, 13.–19. Februar 2023 | 7. Offene Junioreneuropameisterschaften in Madona, 13.–19. Februar 2023   | 7. Offene Junioreneuropameisterschaften in Madona, 13.–19. Februar 2023 | 7. Offene Junioreneuropameisterschaften in Madona, 13.–19. Februar 2023      |
| ----------------------------------------------------------------------- | ----------------------------------------------------------------------- | ------------------------------------------------------------------------- | ----------------------------------------------------------------------- | ---------------------------------------------------------------------------- |
| Datum                                                                   | Disziplin                                                               | Erster Platz                                                              | Zweiter Platz                                                           | Dritter Platz                                                                |
| 16. Februar 2023 (Do.)                                                  | Mixed-Staffel (M-W) (4 × 7,5 km)                                        | ItalienNicolò Betemps Fabio Piller Cottrer Fabiana Carpella Sara Scattolo | DeutschlandHans Köllner Benjamin Menz Magdalena Rieger Johanna Puff     | UkraineStepan Kinasch Witalij Mandsyn Oleksandra Merkuschyna Daryna Tschalyk |
| 16. Februar 2023 (Do.)                                                  | Single-Mixed-Staffel (M-W) (6 km + 7,5 km)                              | FrankreichJacques Jefferies Léonie Jeannier                               | ÖsterreichLukas Haslinger Lea Rothschopf                                | DeutschlandFabian Kaskel Marlene Fichtner                                    |

| Biathlon-Juniorenweltmeisterschaften 2023 in Schtschutschinsk, 1.–12. März 2023 | Biathlon-Juniorenweltmeisterschaften 2023 in Schtschutschinsk, 1.–12. März 2023 | Biathlon-Juniorenweltmeisterschaften 2023 in Schtschutschinsk, 1.–12. März 2023 | Biathlon-Juniorenweltmeisterschaften 2023 in Schtschutschinsk, 1.–12. März 2023 | Biathlon-Juniorenweltmeisterschaften 2023 in Schtschutschinsk, 1.–12. März 2023 |
| ------------------------------------------------------------------------------- | ------------------------------------------------------------------------------- | ------------------------------------------------------------------------------- | ------------------------------------------------------------------------------- | ------------------------------------------------------------------------------- |
| Datum                                                                           | Disziplin                                                                       | Erster Platz                                                                    | Zweiter Platz                                                                   | Dritter Platz                                                                   |
| 4. März 2023 (Sa.)                                                              | Mixed-Staffel (W-M) (4 × 6 km)                                                  | DeutschlandJohanna Puff Selina Grotian Benjamin Menz Hans Köllner               | FrankreichLéonie Jeannier Jeanne Richard Théo Guiraud-Poillot Jacques Jefferies | NorwegenMaren Bakken Tuva Aas Stræte Martin Nevland Isak Frey                   |